# Retimohnia carolinensis
Retimohnia carolinensis är en snäckart som först beskrevs av Addison Emery Verrill 1884.  Retimohnia carolinensis ingår i släktet Retimohnia och familjen valthornssnäckor. Inga underarter finns listade i Catalogue of Life.